# Medibank International 2009 - Doppio femminile
Il doppio femminile del Medibank International 2009 è stato un torneo di tennis facente parte del WTA Tour 2009.
Zi Yan e Jie Zheng erano le detentrici del titolo ma quest'anno hanno deciso di non partecipare.
In finale, Hsieh Su-wei e Peng Shuai hanno battuto Nathalie Dechy e Casey Dellacqua con il punteggio di 6–0, 6–1.

## Teste di serie
1. Cara Black /  Liezel Huber (semifinali)
2. Anabel Medina Garrigues /  Virginia Ruano Pascual (primo turno)

1. Květa Peschke /  Lisa Raymond (quarti)
2. Samantha Stosur /  Rennae Stubbs (primo turno)

## Tabellone

### Legenda
| - Q = Qualificato - WC = Wild card - LL = Lucky loser | - ALT = Alternate - SE = Special Exempt - PR = Protected Ranking | - w/o = Walkover - r = Ritirato - d = Squalificato |